# Nancy De Grote
Nancy De Grote is een personage uit de Vlaamse soapserie Thuis. Zij wordt sinds oktober 2003 gespeeld door Ann Pira.
Het personage kenmerkt zich door een overdreven kledingstijl met veel kleuren en glitters. Ze wordt beschouwd als assertief en oprecht, met een groot gevoel voor rechtvaardigheid.
In 2020 verscheen de zesdelige radioreeks Taxi Nancy op jongerenzender MNM. Hierin interviewde actrice Ann Pira enkele bekende Vlamingen. Zij deed deze interviews in haar rol als Nancy De Grote, waardoor ze onbevangener en assertiever kon zijn in haar vragen en reacties.

## Biografie
Nancy de Grote komt de serie binnen als tijdelijke werkster bij Hotel Ter Smissen. In datzelfde pand is ook broodjeszaak Baget, waar haar dochter Femke De Grote werkt. Nancy krijgt een relatie met Eddy Van Notegem, en ze wordt zwanger. Na de geboorte van dochter Britney belandt Nancy in een postnatale depressie en ze raakt tijdelijk weer aan de drank. Femke moet inspringen om voor haar zusje te zorgen. 
Femke begint een relatie met Mike Van Notegem, de broer van Eddy, niet wetende dat Mike haar biologische vader is. Nancy probeert haar dit te vertellen, maar Mike houdt Nancy tegen en slaat haar het ziekenhuis in. Via een DNA-test wordt duidelijk dat Mike inderdaad de vader is van Femke. Nu gelooft Femke ook dat Mike de dader is van de aanval op Nancy. Na een misverstand over verdwenen geld probeert Mike Femke te wurgen, wat verijdeld wordt door Eric Bastiaens die hem neersteekt. Wanneer Nancy ter plekke aankomt, ziet ze Mike in een plas bloed liggen en Femke helemaal in shock op de grond. Femke wordt hoofdverdachte in de zaak, tot Nancy zichzelf aangeeft om haar dochter uit de gevangenis te krijgen. Uiteindelijk wordt Eric opgepakt als de dader, maar hij wordt niet vervolgd. 
Om het verdwenen geld terug te vinden, start Nancy als poetsvrouw bij Sanitechniek, het bedrijf van Luc. Femke en Nancy vinden inderdaad het geld. 
Nancy beëindigt haar relatie met Eddy nadat hij een schijnhuwelijk is aangegaan met Jelena Leshi en in de problemen komt met zware criminaliteit. Ze raakt deels werkloos na een brand in Hof ter Smissen, maar kan aan de slag bij de bed and breakfast Zus & Zo.
Als Eddy vrijkomt vraagt hij Nancy ten huwelijk. Door financiële problemen wordt het geplande sprookjeshuwelijk uiteindelijk een bescheiden feestje in Zus & Zo. Hierna wordt Eddy gearresteerd vanwege zwendel in namaakproducten bij Sanitechniek. Nancy raakt tevens haar werk kwijt, maar kan bij onder andere Lowie Bomans en café Frens aan de slag.
Nancy scheidt van Eddy nadat blijkt dat hij de remleidingen van de bestelwagen van de Zus & Zo heeft gesaboteerd, hopende dat Peggy Verbeek iets overkomt. Wat hij niet wist, is dat de bestelwagen net verkocht was aan LEV, het evenementenbureau van Peter en Femke. Daardoor hebben Femke en Lucas een ongeval. Lucas overlijdt enkele uren later.
Nu Femke en Peter in bezit zijn van het vastgoed van de voormalige Zus & Zo, verhuizen zij. Ook Nancy komt bij hen wonen, en als ze Dieter Van Aert leert kennen, treedt ze met hem in het huwelijk. Ze besluit taxichauffeur te worden en richt haar eigen taxibedrijf op: Taxi Nancy.
Nancy heeft moeite met het ouder worden en wil met botox de zichtbare gevolgen bestrijden.

## Trivia
Een in 2016 gemaakte GIF van Nancy De Grote werd de populairste GIF van de VRT, met een totaal van 12 miljard views (2021).